# Bjørn Poulsen (billedhugger)
 For alternative betydninger, se Bjørn Poulsen. (Se også artikler, som begynder med Bjørn Poulsen)
Bjørn Poulsen (født 11. april 1959) er en dansk kunstner. Hans skulpturer benytter sig ofte af utraditionelle materialer som plasticlegetøj, traktorslanger og knuste møbler, men han har også lavet en lang række værker i gips, keramik, bronze og sten. Fælles for dem er formerne, der går igen på tværs af materialer, ikke mindst kødelige former, der minder om knogler, brusk og muskelmasse.
Bjørn Poulsen debuterede i 2020 som romanforfatter med bogen Opkald Fra Mælkevejen (forlaget Lindhardt og Ringhof), for hvilken han blev nomineret til Bogforums Debutantpris. Romanen er en selvbiografisk skildring af en opvækst i en på papiret privilegeret, men omsorgssvigtende familie, hvor moren er psykisk syg og faren fraværende. Bogen skildrer også et traumatiserende ophold på kostskolen Herlufsholm, hvor hovedpersonen ender i bunden af hierarkiet og bliver mobbet.